# Los Hermanos Dalton
Ne doit pas être confondu avec frères Dalton (Lucky Luke) ou frères Dalton.
Los Hermanos Dalton est un groupe de rock espagnol, originaire de San Fernando, dans la Province de Cadix.

## Biographie
Le groupe Los Invitados est fondé au début des années 1990 par les frères Josema et Carlos Gómez, respectivement guitariste et bassiste. Ils remportent un tremplin rock organisé dans leur ville de San Fernando. Inspirés par la bande dessinée Lucky Luke, ils adoptent le nom Los Hermanos Dalton (en français : Les frères Dalton). À la recherche d'un batteur, ils font appel à un autre de leurs frères, Jesús Gómez.
En 1992, le groupe est révélé par l'émission Diario Pop de la station publique Radio 3. Leur album Ya están aquí est édité par le label indépendant DRO. Nada suena igual, composé de quatre chansons originales et quatre reprises, sort en 1994. Il est suivi de Vitamina D en 1996. L'album ¡¡¡Crash!!!, édité en 1998, comprend une reprise du groupe 091 de José Ignacio Lapido. Una noche más, leur premier disque enregistré en concert, paraît en 2000. L'année suivante, les guitaristes Andrés Derqui et Antonio Mateo rejoignent Los Hermanos Dalton. Le morceau 5 forasteros figure sur la bande originale du film 800 balles (800 balas) d'Álex de la Iglesia, sorti en 2002.
Le groupe interrompt ses activités jusqu'en 2009, date de sortie de l'album Esperando una señal. Ils intègrent de nouveaux musiciens, le percussionniste Octavio Perondi et l'accordéoniste Benji Montoya. En 2010, ils se produisent au Real Teatro de las Cortes de San Fernando pour fêter les vingt ans du groupe. Le concert, donné en formation acoustique, est enregistré et commercialisé l'année suivante sous la forme d'un DVD, intitulé Sin moverte del sillón. En 2014 sort l'album Revolución!. Ils entreprennent une tournée nationale en compagnie du groupe Fila India.

## Style musical
Los Hermanos Dalton font partie du courant power pop. Ils sont influencés par des artistes anglo-saxons, dont les Kinks, mais chantent en castillan.

## Discographie

### Albums studio
- 1991 : Luces de Hollywood (mini-album) (Mad Man Records)
- 1992 : Ya están aquí (Dro)
- 1994 : Nada suena igual (mini-album) (Dro / East West)
- 1996 : Vitamina D (Dro / East West)
- 1998 : ¡¡¡Crash!!! (Dro / East West)
- 2009 : Esperando una señal (Mad Man Records)
- 2014 : Revolución! (Wild Punk Records)

### Albums live
- 2000 : Una noche más (Dro East West)
- 2011 : Sin moverte del sillón (Mad Man Records)

### Singles
- 1993 : Los latidos de siempre (Dro / East West)
- 1993 : El crimen del siglo (Dro / East West)
- 1993 : El mejor lugar (Dro / East West)
- 1994 : Nada suena igual (Dro / East West)
- 1994 : Pink Panter (Dro / East West)
- 1995 : Canciones Animadas (Dro / East West)
- 1996 : Provitamina D (Dro / East West)
- 1996 : Qué gran día (Dro / East West)
- 1996 : Fred Flintstone (Dro / East West)
- 1996 : Sin moverte del sillón (Dro / East West)
- 1998 : Perdiendo el tiempo (Dro / East West)
- 1999 : Espejos que no devuelven las miradas (Dro / East West)
- 2000 : Mucho mejor (Dro / East West)
- 2009 : Esperando una señal (Mad Man Records)